# Ștefan Holban (membru al Sfatului Țării)
Ștefan Holban (n. 1 august 1886, Cărpineni, gubernia Basarabia, Imperiul Rus – d. 27 august 1961, Botoșani, România) a fost un deputat din Sfatul Țării, organismul care a exercitat puterea legislativă în Republica Democratică Moldovenească, în perioada 1917-1918, precum și deputat în Parlamentul României.

## Biografie
Născut într-o familie de părinți țărani, Ciprian și Paraschiva, cu stare mijlocie. Absolvă școala primară în satul natal, apoi Seminarul Pedagogic în Novîi Bug (Herson) primind bursă de stat. Urmează trei ani la Politehnica din Odesa (secția electrotehnică) și un an în Germania, la Altstrelitz , tot electrotehnica. Stagiul de practică de un an la Societatea Belgiană de Tramvaie din Chișinău. Însă izbucnirea războiului îl pune în imposibilitatea să-și mai depună proiectul de diplomă.
După 27 martie 1918 reintră în învățământ ca director al Școlii Primare nr . 2 din Chișinău, devine președinte al Asociației Învățătorilor din jud. Lăpușna și vicepreședinte pe țară. Se înscrie la Facultatea de Drept din Iași pe care o absolvă în 1926, își dă demisia din învățământ ocupându-se cu avocatura în Boroul din Chișinău.
În 1940 și apoi în 1944 se refugiază în Râmnicu Vilcea, unde sprijină organizarea unei cantine pentru 200 refugiați, cantina fiind condusă de soția sa. În 1957, pe când avea 71  de ani, este condamnat la muncă silnică pentru 15 ani, fiind acuzat de activitate contrarevoluționară,fără însă ca tribunalul să aibă vreo dovadă. A cutreierat în acest timp închisorile din Jilava , apoi Gherla și în sfârșit Botoșani, unde moare în 1961 la 27 august. Familia fiind anunțată abia în anul următor, iar locația mormântului fiind încă ne știută. Astfel i-au construit un cenotaf, în cimitirul botoșănean, cu inscripția: "Undeva în acest cimitir se află corpul neînsuflețit al celui ce a fost Ștefan Holban".

## Activitatea politică
În 1916 este mobilizat, îndeplinindu-și stagiul militar la Simferopol, în Crimeea. Este apoi trimis ca interpret la o unitate rusească din Dobrogea, pe frontul român. De aici, este delegat, în 1917, la Congresul Ostașilor Moldoveni din Odesa, unde se hotărăște înființarea, în acel oraș, a unui Comitet Militar Moldovenesc, pe 14 mai. Printre realizările acestui comitet a fost și un apel către moldoveni care să-i îndemne la "unirea tuturor organizațiilor moldovenești spre a lupta cu dușmanii slobozeniei", acesta fiind în legătură cu răscoala generalului rus proțarist Kornilov . Apelul a fost semnat de Ștefan Holban la 30 august 1917. La începutul luni septembrie în ședința extraordinară a Comitetului Executiv Moldovenesc din Odesa, este cooptat în Comitet matelotul sergent major Turkuman din Sevastopol și voluntarul Ștefan Holban. 
Între 8 și 14 septembrie 1917, Ștefan Holban participă în Kiev la Congresul Tuturor Popoarelor din Rusia din partea românilor. Iar la 20 septembrie prezintă raportul privind participarea delegației la Congreșul de la Kiev. De asemenea face parte din delegația trimisă la Kerenski în vederea obținerii unei autorizații de a se convoca Congresul General Ostășesc Moldovenesc. Din delegație făceau parte slt. Ion Păscăluță, Ștefan Holban din partea Comitetului din Odesa și cpt. A. Popa din partea Comitetului din Chișinău. Aceștia nu au reușit să obțină audiență la Kerenski, dar li s-a dat de înțeles de către adjutantul lui Kerenski, că, fiind revoluție, controlul e problematic și că în această privință ar trebui să aibă inițiativa proprie. Drept urmare de la Cartierul General din Moghilev, Ion Păscăluță și Holban Ștefan (fără Popa) au expediat următoarea telegramă către toate unitățile militare rusești: "Cu aprobarea Guvernului Provizoriu, pe ziua de 20 octombrie se convoacă la Chișinău, guvernămîntul Basarabiei, Congresul General al Ostașilor Moldoveni din întreaga Rusie. Rugăm dați curs pentru a se alege și trimite la această dată câte doi soldați și câte un ofițer la fiecare 240 de ostași moldoveni. (...) Delegații vor fi prevăzuți cu delegațiuni în curs și bani pentru hrană pe 5 zile. Semnează convocarea praporșcic Ion Păscăluță și Șt. Holban."
Congresul din 20 octombrie 1917 hotărăște înființarea unui birou pentru organizarea Sfatului Țării numind pe Țanțu președinte, iar pe Ștefan Holban secretar. Tot atunci el este aies printre cei 40 de ostași ca deputat în Sfatul Țării. A fost deputat de la 21 noiembrie 1917 pînă la 26 ianuarie 1918, când i s-a retras mandatul. A fost însă reales deputat funcționând de la 25 noiembrie 1918 și până la lichidarea Sfatului Țării, la 27 februarie 1919, răstimp în care a făcut parte din Comisia de Lichidare.
In 1918 Ștefan Holban participă la fondarea Partidului Țărănesc din Basarabia, fiind ales in biroul de conducere alături de Pantelimon Halippa, Daniel Ciugureanu, Ion Inculeț, Ion Pelivan, Petru Cazacu, Ștefan Ciobanu, Ion Costin, Teofil Ioncu, Gheorghe Stârcea și Nicolae Bivol. 
Deputat în Parlamentul României Mari in anii 1919, 1920, 1922, 1932. S-a remarcat prin participarea la dezbaterea legilor social umanitare. În legislația din 1932, susține cu vehemență legea privind controlul averilor - atitudine revoluționară și de cutezanță pentru acea epocă. Militant pentru cinste, dreptate si demnitate. Unul din exemplele de conduită cinstită este următorul: în alegerile din 1928, din fondul de 1.800.000 lei, destinat alegerilor și pentru care nu se cereau acte justificative, a restituit Ministerului de Interne 1.100.000 lei - caz unic în politica României postbelice.
Între anii 1928-1931 a activat ca Prefect al Județului Lăpușna.

## Decorații
- Ordinul național „Steaua României” în gradul de ofițer și în gradul de Cavaler.
- "Vulturul României" în gradul de ofițer.
- Medalia „Ferdinand I” și Medalia comemorativă „Peleș”.[4]
- De asemenea o stradă din Chisinău îi poartă numele (fosta Pestei din sectorul Botanica, carierul Muncești)